# Hirilandhoo
Hirilandhoo is een van de bewoonde eilanden van het Thaa-atol behorende tot de Maldiven.

## Demografie
Hirilandhoo telt (stand maart 2007) 496 vrouwen en 516 mannen.